# 西南街道 (介休市)
西南街道，是中华人民共和国山西省晋中市介休市下辖的一个乡镇级行政单位。

## 行政区划
西南街道下辖以下地区：
裕华社区、站前社区、光明社区、设备修造厂社区、定阳社区、新建西路社区、南河沿社区和绵山南街社区。